# Puente romano de Saint-Thibéry
El puente romano de Saint-Thibéry es un puente ubicado en Saint-Thibéry, Francia. Está construido con roca volcánica del monte Ramus y cuenta con cuatro de los nueve arcos originales. Sus grandes bloques con mortero y guijarro dan la apariencia de haber sido construido en el periodo romano, pero a pesar de su nombre, su origen es probablemente medieval. Está clasificado como monumento histórico desde 1862.

## Historia
Es probable que el puente fuera construido para permitir a la vía Domiciana atravesar el río Hérault —conectándola con el oppidum de Cessero—. Sin embargo, el recorrido de esta es incierto, lo único comprobado es que pasaba por el territorio de Saint-Thibéry. Un documento datado en 990 menciona la existencia un puente en la zona, pero pesar de todo es muy probable de que haya sido construido en la Edad Media (una estimación profesional lo sitúa entre el 1150 y 1250). Fue muy utilizado por los peregrinos del Camino de Santiago de Compostela, que se detenían para honrar los restos de los mártires Tiberio, Modesto y Florencio.
Las crecidas del Hérault y el Thongue forzaron su cierre y no se volvió a utilizar hasta 1536. Sin embargo, la crecida de enero de 1683 lo destruyó parcialmente, dejando cortada a la vía domitia (de hecho, en 1618 otra crecida lo había destruido). Una nueva inundación lo volvió a dañar en 1904.